# Pteropus mahaganus
Pteropus mahaganus är en däggdjursart som beskrevs av Sanborn 1931. Pteropus mahaganus ingår i släktet Pteropus och familjen flyghundar. IUCN kategoriserar arten globalt som sårbar. Inga underarter finns listade.
Denna flyghund förekommer på norra Salomonöarna. Arten vistas i låglandet och i kulliga områden upp till 200 meter över havet. Habitatet utgörs av tropiska skogar och fruktodlingar. Individerna vilar i växtligheten där de bildar små flockar. De äter frukter, till exempel unga kokosnöt.